# Altare
Altare (L'Atè en langue ligurienne) est une commune italienne d'environ 2 200 habitants située dans la province de Savone, dans la région Ligurie, dans le Nord-Ouest de l'Italie.

## Histoire
Le nom d'Altare est lié, depuis le Moyen Âge, à la manufacture du verre, qui a été au cours des siècles, pour cette bourgade et cette communauté si particulière, ne pratiquant ni l'agriculture, ni l'élevage, la seule source de revenu et de vie. 

### Origines de l'industrie verrière
En l'absence de sources écrites et de fouilles archéologiques, les origines de l'art restent inconnues. Si la tradition orale fait arriver l'art verrier de France grâce aux moines Bénédictins, Samuel Kurinski préfère deviner, dans la séparation des verriers du reste de la population paysanne, des possibles origines juives, plus précisément sépharades. L'isolement des verriers par rapport à la société paysanne correspondrait à celle des Juifs dans un substrat chrétien. Mais cet isolement, si vraiment il a existé dans les siècles passés tel qu'il a été décrit en époque récente, n'était guère différent de celui d'autres artisans moyenâgeux, jaloux de leur savoir-faire et soucieux de la concurrence et de l'imitation.

### Expansion des altaristes
Les verriers avaient bien d'autres horizons commerciaux et manufacturiers et bien d'autres ambitions que la société qui les entourait dans la petite bourgade. Nous les retrouvons en effet d'abord en Méditerrané, à la suite de l'expansion des villes commerçantes telles Gênes et Savone. Ensuite, plus au Nord, en France, en Angleterre et enfin en Allemagne, appelés par l'abondance de taillis mais aussi les politiques colbertiennes de ces États en plein essor. C'est cette histoire qui fait l'originalité d'Altare par rapport à Venise, toujours plus soucieuse de protéger ses techniques.

### Études récentes
Venise exporte aussi un grand nombre de grands artistes verriers, malgré une politique protectionniste poussée. Son histoire est connue. Celle d'Altare vient juste de commencer à être écrite. L'absence de mesures archéométriques sur des échantillons moyenâgeux de provenance certaine a toutefois empêché, jusqu'à présent, d'établir la provenance de nombreuses pièces qui, dans les musées, portent l'étiquette 'Italie du Nord' ou encore 'Lombardie', mais qui pourraient provenir d'Altare.

## Économie
L'activité verrière traditionnelle ayant pris fin aux années 1970, l'économie d'Altare gravite autour de deux verreries et de nombreuses activités artisanales. Le  Musée du Verre, créé en 1982, est au cœur d'une timide vocation touristique.

## Administration
| Période                                  | Période | Identité | Étiquette | Qualité |
| ---------------------------------------- | ------- | -------- | --------- | ------- |
|                                          |         |          |           |         |
| Les données manquantes sont à compléter. |         |          |           |         |

### Communes limitrophes
Cairo Montenotte, Carcare, Mallare, Quiliano, Savone.